# لي تشي هو
لي تشي هو (بالصينية: 李志豪) (16 نوفمبر 1982 بهونغ كونغ في الصين - ) هو لاعب كرة قدم صيني في مركز الدفاع. شارك مع منتخب هونغ كونغ لكرة القدم. أما مع النوادي، فقد لعب مع نادي بكين سينوبو غوان ونادي جنوب الصين ونادي إيسترن سبورتس وMeizhou Hakka F.C. ‏ وهونغ كونغ رينجرز وYee Hope FC ‏.

## وصلات خارجية
- لي تشي هو على موقع الاتحاد الدولي (مؤرشف)  (الإنجليزية)
- لي تشي هو على موقع قاعدة بيانات كرة القدم.إي يو (الإنجليزية)
- لي تشي هو على موقع ناشيونال فوتبول تيمز (الإنجليزية)
- لي تشي هو على موقع Soccerway.com (الإنجليزية)